# Звидки (село)
Зви́дки (укр. Звідки) — село (до 2009 г. — посёлок),
Боровской сельский совет,
Змиёвский район,
Харьковская область.
Код КОАТУУ — 6321781004. Население по переписи 2001 года составляет 228 (109/119 м/ж) человек.

## Географическое положение
Село Звидки находится в 2-х км от реки Уды, примыкает к селу Боровая, от которого отделено железнодорожной веткой, станция Звидки.
Рядом с селом в балке Долгая находится массив садовых участков.

## Происхождение названия
В некоторых документах село называют как Зведки.
Украинское Звідки переводится как «откуда».

## История
- 1660 — дата основания.